# Konrad Peutinger
Konrad Peutinger (Augusta, 14 ottobre 1465 – Augusta, 28 dicembre 1547) è stato un umanista, antiquario e diplomatico tedesco.

## Biografia
Peutinger nacque ad Augusta, studiò a Bologna e a Padova. Divenne famoso come antiquario e insieme ai coniugi Marcus e Margareta Welser raccolse una delle più grandi biblioteche private dell'Europa centrale.
Nel 1497 divenne Stadtschreiber (segretario comunale) della sua città, ed ebbe intimi rapporti con l'imperatore Massimiliano I d'Asburgo.
Konrad è stato uno dei primi a pubblicare epigrafi romane, ma il suo nome è associato principalmente alla famosa Tabula Peutingeriana, una mappa romana delle strade militari occidentali.
La mappa venne scoperta da un suo amico, il poeta e umanista Conrad Celtis (pseudonimo di Conrad Pickel), che la consegnò a Peutinger per la raccolta. La Tabula fu infine stampata nel 1591 ad Anversa con il nome di Fragmenta tabulæ antiquæ dal famoso editore Johannes Moretus.
Peutinger fece inoltre pubblicare il Getica di Giordane  e la Historia Langobardorum di Paolo Diacono.

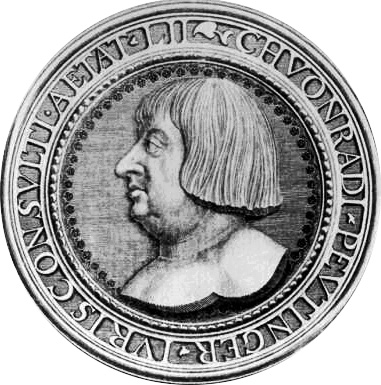
Konrad Peutinger